# 卢维耶尔
卢维耶（法語：Louvières，法語發音：[luvjɛʁ] ⓘ）是法国上马恩省的一个市镇，属于肖蒙区。

## 地理
卢维耶尔（48°2'4"N, 5°16'50"E）面积8.62 平方千米，位于法国大東部大區上马恩省，该省份为法国东北部内陆省份，北起马恩省和默兹省，西接奥布省，西南接科多尔省，东南接上索恩省，东临孚日省。
与卢维耶尔接壤的市镇（或旧市镇、城区）包括：诺让、普朗日、萨尔塞、马恩河畔沃塞涅。

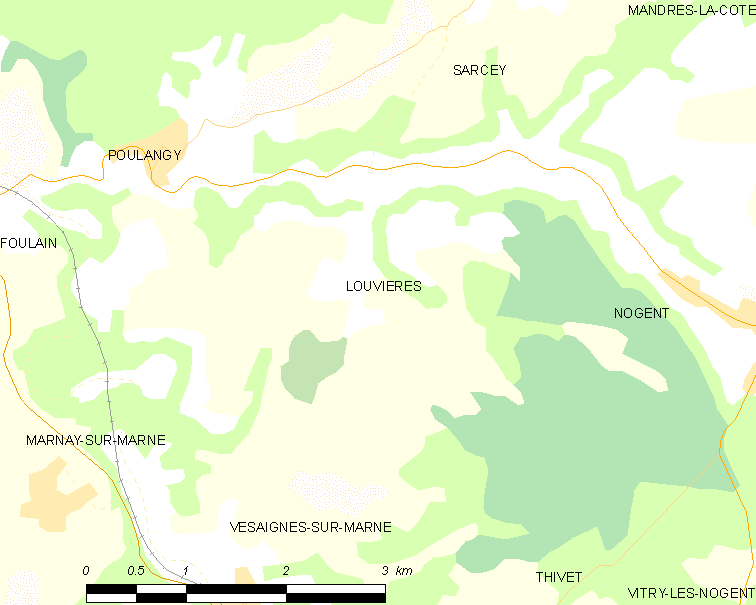
卢维耶尔的OSM定位图

卢维耶尔的时区为UTC+01:00、UTC+02:00（夏令时）。

## 行政
卢维耶尔的邮政编码为52800，INSEE市镇编码为52295。

## 政治
卢维耶尔所属的省级选区为诺让县。

## 人口

1962-2008年间卢维耶尔人口变化图示

卢维耶尔于2022年1月1日时的人口数量为90人。